# Edgar G. Ulmer
Edgar G(eorge) Ulmer (Olomouc, Chequia, 17 de septiembre de 1904-Woodland Hills, Hollywood, 30 de septiembre de 1972) fue un destacado cineasta austriaco, que realizó buenas películas con medios muy escasos, gracias a su capacidad inventiva y a su gran formación al lado de grandes creadores del teatro y del cine. Aunque olvidado antes de su muerte, fue defendido por Godard o Truffaut, y luego e intensamente por Wim Wenders o Peter Bogdanovich; en particular se destaca hoy su inicial cine 'negro' o de misterio.

## Trayectoria
Ulmer nació en Olomouc, entonces dentro del Imperio austrohúngaro y ahora dentro de lo que es Chequia, y no en Viena como se pretende a menudo. Era de origen judío por parte de padre (su madre era vienesa, sin más), pero Ulmer no supo de sus orígenes paternos hasta que entró en el instituto vienés, restrictivo con las minorías, ya que nadie lo llevó nunca a una sinagoga ni le comentó nada al respecto.
Ulmer se interesó por el teatro desde niño, y concretamente por la escenografía, al trasladarse a Viena muy pronto, con la familia, para estudiar Arte y frecuentar el Burgtheater vienés. Su formación fue por tanto alemana, en un momento excepcional de esa cultura que no tardaría en quebrarse con el nazismo. 
En los años veinte, marchó a Berlín, donde trabajó durante tres años con Max Reinhardt. F. W. Murnau y William Dieterle trabajaban como actores por entonces con el gran director teatral, y los trató mucho.
Según afirmó Ulmer repetidas veces, trabajó en los decorados de El gabinete del doctor Caligari (película muda dirigida por Robert Wiene, de 1920); estuvo con Paul Wegener haciendo siluetas para El Golem, asimismo de 1920; asistió a F. W. Murnau (Las finanzas del gran duque; Der Letzte Mann, ambas de 1924), a través de un amigo de este, y también a G.W. Pabst en Bajo la máscara del placer, pues Ulmer hizo los decorados en 1925. Además colaboró más tarde en la UFA con un severo, a su juicio, Fritz Lang (Metrópolis; Los nibelungos; Spione) y con Erich von Stroheim (Los amores de un príncipe), a quien admiró. Sus escenografías tendrán una gran huella formativa en el mejor cine centroeuropeo.
Ulmer emigró pronto a los Estados Unidos (en 1923), y filmó muchos westerns hasta 1926; aunque siguió con su contacto europeo, como se ha visto. En 1930 hizo un destacado documental en Berlín, Los hombres del domingo, realizado con Robert Siodmak (el operador fue Eugene Schüfftan, ayudado por Fred Zinnemann; el guion lo escribieron Billy Wilder y Curt Siodmak). Es un documento amargo sobre el ocio de los empleados, muy observador y sin intención social relevante. Está en la línea de W. Ruthmann, Berlín, sinfonía de una ciudad o de las experiencias de Dziga Vértov.
Amigo de Siodmak, pues, Ulmer se relacionó pronto, de hecho, con Billy Wilder y con William Wyler, también con su hermano, Bobby Wyler, productor de cine asociado a este.

## El cineasta
Ulmer fue conocido pronto, en EE. UU., por Satanás (1934), película interesante, con buenos actores (Bela Lugosi y Boris Karloff), que fue rodada en decorados de tipo Bauhaus, con los que logró una atmósfera terrorífica. 
Su hija ha confirmado que Ulmer arruinó sus posibilidades de escalar posiciones dentro de ese mundo al enamorarse de Shirley, la mujer del productor Max Alexander, que además era sobrino de Carl Laemmle, el fundador de los estudios Universal. Ella se separó de Max Alexander, se casó con Ulmer en 1936 y tuvieron la citada hija; lo cual bloqueó la carrera de Ulmer en la línea principal de la producción y lo relegó a trabajar con productoras pequeñas de serie B.
De todos modos, Ulmer siempre fue proclive a trabajar en zonas marginales, cuando vivía en Nueva York. Rodó una excelente película sobre el mundo cotidiano, de población negra, en Harlem: Moon Over Harlem, de 1939. E hizo, además de dos películas ucranianas, cuatro filmes en yiddish, empezando por la gran comedia Greene Felde (1938). Para ello tuvo que aprender esa lengua, pues él no había tenido más que ciertos contactos con el teatro judío tradicional cuando era un muchacho, pero quedó impresionado con el Teatro Judío de Arte, en Nueva York, una ciudad donde vivían tres millones de hablantes en yiddish.
Ya en los cuarenta, encontró un nicho en Hollywood haciendo melodramas con ínfimos presupuestos para la Producers Releasing Company (PRC), con Ulmer describiéndose como el "Frank Capra de PRC". Su rigor estilístico, su calidad y sutileza destacan en filmes de la serie B, como Barbazul (1944), Detour (1945), que es toda una 'rareza' del cine negro con sus solo dos personajes y apenas tres decorados, rodado en unos diez días; o The Strange Woman (1946). Puede añadirse Traición (Ruthless), más elaborada;  los cuatro filmes han sido bien recuperados en el siglo XXI. Se considera que Detour está en la encrucijada del modelo europeo y el nuevo naturalismo americano.
Otros títulos suyos son: Barbazul (1944), con un gran papel protagonista de John Carradine; Strange Illusion (1945); The Man from Planet X (1951); Babes in Bagdad; y Naked Dawn (1955). Obras tardías ya, como Beyond the Time Barrier (1960) y The Amazing Transparent Man (1960), son más bien medianas. Realizó casi 50 películas, pero en sus diez últimos años no produjo nada, en parte por su mala salud.

## Balance
Permaneció olvidado durante años; muy pronto ya, en 1956, François Truffaut decía que Ulmer era el más desconocido de los cineastas estadounidenses. Por su parte, mucho más tarde, Jean-Luc Godard dedicó a Ulmer su película Détective (1985), y jugó con el título de su película Detour en otros proyectos suyos. Peter Bogdanovich le entrevistó en 1970, poco antes de su muerte, consiguiendo muchos datos de su vida artística.
Pero en el siglo XXI, Ulmer renació para el gran público con la publicación de varios DVD (en Versus), que incluyen documentales y folletos explicativos. El esfuerzo de la fundación creada por su hija Arianné (que es una gran cinéfila), permitió ir recuperando algunos de sus trabajos y restaurarlos.
Para Truffaut, el universo de Ulmer era un mundo tierno, en el fondo, y con cierto humor que le hacía pensar en Jean Renoir o en Max Ophüls.

## Filmografía
- Los hombres del domingo (Menschen am Sonntag, 1930), documental realizado en Alemania, dirigido junto con Robert Siodmak.
- Satanás (1934)
- Thunder Over Texas (1934)
- Natalka Poltavka (1937), hablada en ucraniano
- The Singing Blacksmith (1938)
- Greene Felde (1938), hablada en yiddish. Fue un gran éxito comercial.
- Zaprosh za Dunayem (Cossacks in Exile) (1939), hablada ucraniano
- Moon Over Harlem (1939)
- Die Klatsche/The Light Ahead (1939), hablada en yiddish
- Americaner Schaden/American Matchtmaker (1940), hablada en yiddish
- My Son, the Hero (1943)
- Isle of Forgotten Sins (1943)
- Jive Junction (1943)
- Barbazul (1944)
- Minstrel Man (1944)
- Strange Illusion (1945)
- Club Havana (1945)
- Detour (1945)
- The Strange Woman (1946)
- Her Sister's Secret (1946)
- Carnegie Hall (1947)
- Traición (Ruthless) (1948)
- The Pirates of Capri (1949)
- So Young So Bad (1950)
- St. Benny the Dip (San Benny el carterista) (1951)
- The Man from Planet X (1951)
- Babes in Bagdad (1952)
- La manzana de la discordia (1954), rodada en Italia
- Murder Is My Beat (1955)
- Naked Dawn (1955)
- The Daughter of Dr. Jekyll (1957)
- Hannibal (1959), rodada en Italia
- Beyond the Time Barrier (1960)
- The Amazing Transparent Man (1960)
- L'Atlantide (1961)
- Sette contro la morte (1965). También productor.